# 盛恩頤

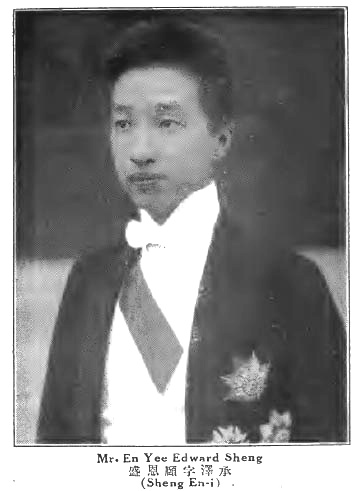

盛恩颐（1892年11月10日—1956年6月5日）字泽承，江苏武进（今属常州市）人，中华民国實业家。

## 生平
盛恩颐是清末实业家盛宣怀的第四子，是中国知名商人及慈善家。早年，盛恩颐入京师高等实业学堂。后来，先后留学英国伦敦大学，美国哥伦比亚大学。他在日本首次参加工业学校的训练，这是由1911年一项日本工业调查补助的，此次训练决定了他今后从事商业。归国后，他历任津浦铁路局局长、汉冶萍公司董事、副总经理、总经理，三新纱厂经理，中国通商银行经理，丰盛实业公司董事长兼总经理。1916年盛宣怀去世后，盛恩颐继任汉冶萍公司总经理。宋子文从美国留学回国后，曾担任其英文秘书。
1920年代初期，每当中国发生大洪水及饥荒，盛恩颐总是拿出大笔资金救济灾民，从而拯救了成千民众。1920年2月，盛恩颐获二等宝光嘉禾章。1921年7月，获二等大绶宝光嘉禾章。1921年12月，获五等勳。1922年9月，获一等大绶嘉禾章。1922年11月，获三等文虎章。1923年3月，获一等大绶宝光嘉禾章。
抗日战争时期，盛恩颐在上海设宏济善堂，替日本运输并销售鸦片，还任日本经营的华中水电公司的常务董事。
1916年盛宣怀去世后，盛恩颐继承的遗产中包括包括苏州留园在内的大量房产。由于其嗜赌成瘾，挥霍无度，家境逐渐败落。中华人民共和国成立后，盛恩颐在各地的房产均被收归国有，只保留了苏州留园门口的盛家祠堂的四间旧房。盛恩颐曾三次中风，已半身瘫痪，住在留园门口的旧祠堂中。当时留园已被收归国有，仅剩祠堂等属于盛家。1958年，盛恩颐因脑溢血而在留园的门房中逝世。

## 家庭
- 父亲盛宣怀
- 母亲莊畹玉

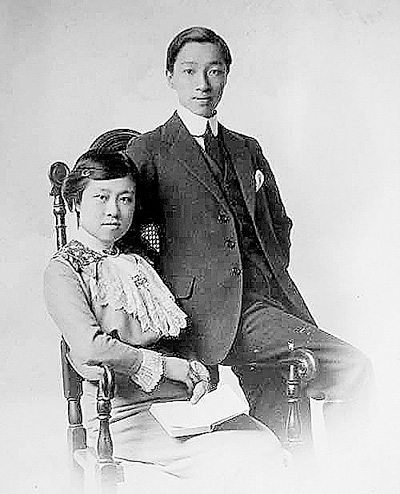
盛恩颐夫妇合影

- 正室夫人孙用蕙（总理孙宝琦长女），另有11房姨太太，子女共27人
  - 长子盛毓邮（1911-?），过继给胞兄盛同颐
  - 盛毓度
  - 盛毓鸿
  - 盛毓鹏
  - 盛毓凤
  - 盛毓珠

## 旧居
- 上海极司菲尔路（万航渡路540号）华园，建于1923年，英国殖民地外廊式建筑，建筑面积1120平方米，花园2000平方米。后为正泰橡胶厂疗养所。
- 苏州留园

## 延伸阅读
[在维基数据编辑]
 《海上名人傳·盛澤承》，出自《海上名人傳》
 在维基共享资源阅览影像